# Kraftwerk Momina Klisura
Das Kraftwerk Momina Klisura ist ein Wasserkraftwerk im Oblast Pasardschik, Bulgarien. Es hat eine installierte Leistung von 120 MW. Das Kraftwerk nutzt das Wasser der 8 km entfernten Talsperre Belmeken zur Stromerzeugung. Die Ortschaft Momina Klisura liegt einen halben Kilometer östlich des Kraftwerks.
Das Kraftwerk ist im Besitz der Nazionalna elektritscheska kompanija EAD (NEK EAD) und wird auch von NEK EAD betrieben.

## Kraftwerk
Das Kraftwerk dient zur Abdeckung der Spitzenlast. Es verfügt über eine installierte Leistung von 120 MW. Die durchschnittliche Jahreserzeugung liegt bei 105 Mio. kWh. Die 2 Francis-Turbinen leisten jeweils 60 MW.
Das Kraftwerk Momina Klisura ist das letzte in einer Reihe von drei Kraftwerken, die das Wasser der Talsperre Belmeken nutzen. Das erste ist das Kraftwerk Belmeken, gefolgt vom Kraftwerk Sestrimo. Von dort wird das Wasser nach der Nutzung zum Kraftwerk Momina Klisura weiterleitet. Die Fallhöhe beträgt dabei 254,5 m und der maximale Durchfluss liegt bei insgesamt 56,6 m³/s.